# Anton Filkuka
Anton Filkuka (* 30. April 1888 in Wien; † 4. Februar 1957 ebenda) war ein Wiener Landschafts-, Porträt- und Genremaler und Mitglied der Berufsvereinigung der bildenden Künstler Österreichs.

## Leben
Fikulkas Vater war Finanzbuchhalter und Hofangestellter am Hofe des Deutschen Kaisers, seine Mutter stammte aus einer deutschen Adelsfamilie. Die Familie hatte drei Kinder, zwei Töchter und einen Sohn. Obwohl Anton Filkukas Vater dem Wunsch seines Sohnes Kunst zu studieren und Maler zu werden nicht vorbehaltlos gegenüberstand, unterstützte er ihn in seinem Vorhaben.
Anton Filkuka erhielt eine künstlerische Ausbildung an der Wiener Akademie der bildenden Künste (1904–1913) unter Sigmund L’Allemand und Christian Griepenkerl sowie an den Meisterschulen von Heinrich von Angeli und Kasimir Pochwalski.
Bereits zum Abschluss seines Studiums konnte Anton Filkuka erste Erfolge feiern und er verstand es, sich damit in der Wiener Gesellschaft zu positionieren.
Anton Filkuka war mit Magdalena Filkuka (geborene Unger) verheiratet, mit der er eine Tochter namens Eva Maria hatte. Magdalena Filkuka war ihres Zeichens Schauspielerin und arbeitete unter anderem als Modell für Gustav Klimt und Egon Schiele. Während des Ersten Weltkrieges arbeitete Anton Filkuka als Kriegsmaler an verschiedenen Schauplätzen.
Nach Ende des Ersten Weltkriegs lebte und arbeitete er meistens in Altaussee, wohin Filkuka durch seinen Freund, den österreichischen Komponisten Wilhelm Kienzl, gebracht wurde.
Anton Filkukas Ansehen und Können, aber auch gute Kontakte innerhalb des kunstinteressierten Publikums ermöglichten ihm und seiner Familie auch in den schweren Zeiten zwischen den Weltkriegen von seiner Kunst respektabel zu leben.
Nach Ende des 2. Weltkriegs erhielt Anton Filkuka von Vertretern der amerikanischen Besatzungsmacht Arbeitsaufträge und wurde vom Hochkommissar und späteren US-Botschafter Walter J. Donnelly in die USA eingeladen. Es folgten Auslandsaufenthalte- und Aufträge unter anderem in den USA und Ägypten. Weiter wurde Filkuka sogar angeboten in die USA zu emigrieren, was dieser ablehnte, da er aus Verbundenheit sein Heimatland nicht verlassen wollte.
Anton Filkuka verstarb am 4. Februar 1957 und wurde auf dem Wiener Zentralfriedhof beigesetzt.

## Arbeiten
Die Arbeiten Anton Filkukas lassen sich großteils dem poetischen Realismus zuordnen. Besonderen Ruhm erlangte Filkuka durch seine traditionellen Landschaftsbilder aus Österreich, die eindrucksvoll das Farbspiel von Berglandschaften und Licht charakterisieren und widerspiegeln. Auch Szenen aus dem Genrebild des bäuerlichen Milieu finden besonderen Stellenwert unter Filkukas Werken. Seiner Zeit stellte Filkuka vor allem im Wiener Künstlerhaus aus sowie im Haus des Albrecht Dürer-Bunds, dessen Mitglied er war.
Darüber hinaus etablierte sich Anton Filkuka seit den 1920er Jahren als gefragter Portraitmaler. So existieren Porträts von Ignaz Seipel, Wilhelm Kienzl, Alma Mahler oder Braj Kumar Nehru und der fürstliche Familie von Liechtenstein (1950).
Anfang der 1950er Jahre war Filkuka auch im Ausland malerisch aktiv. So porträtierte Anton Filkuka hier im Rahmen eines Staatsbesuches den ersten Präsidenten Ägyptens, General Muhammad Nagib und dessen Familie, erstellte in dessen Auftrag Landschaftsstudien sowie eine Ausstellung und gestaltete ein Plakat zur Errichtung des Suez-Kanals.
Anton Filkukas Gesamtwerk umfasst schätzungsweise 1000 Gemälde und ein Mehrfaches an Zeichnungen. Seine Werke, teils privat, teils öffentlich, finden sich heute in Sammlungen der Österreichischen Nationalbibliothek, der Österreichischen Nationalbank, des Heeresgeschichtlichen Museums und der Österreichischen Galerie Belvedere wieder, aber auch auf internationaler Ebene wie beispielsweise in Genf, New York, Stockholm, Düsseldorf oder Kairo.

## Auszeichnungen
- Gundel-Preis
- Goldene Albrecht-Dürer-Medaille
- Ehrenpreis der Stadt Wien
- Professorentitel der Stadt Wien